# Funcional
Em matemática, em especial álgebra linear e análise, define-se como funcional, toda função cujo domínio é um espaço vetorial e a imagem é o corpo de escalares. Intuitivamente, pode-se dizer
que um funcional é uma "função de uma função".
Há autores que exigem que um funcional seja linear por definição, deixando o termo aplicação não-linear para designar tais funcionais não lineares.
A história, no entanto, consagrou o termo funcional de Minkowski para certas funções não lineares definidas em espaços vetoriais topológicos localmente convexos.

## Definições formais
- Seja {\displaystyle \mathbb {V} } um espaço vetorial sobre um corpo {\displaystyle \mathbb {K} }, então é um funcional qualquer função {\displaystyle \mathbb {V} \to \mathbb {K} }.

Como este espaço vetorial {\displaystyle \mathbb {V} } (domínio de um funcional) geralmente é de funções, há outra definição específica para este caso:
- Um funcional J é uma regra de correspondência que associa a cada função "f" em uma certa classe {\displaystyle \mathbb {V} } um único número real[1].  
  - O conjunto {\displaystyle \mathbb {V} }, o domínio, é uma classe de funções.
  - O conjunto de números reais associados com as funções em {\displaystyle \mathbb {V} } é chamado de conjunto imagem do funcional.

## Exemplo
Considere {\displaystyle \mathbb {R} ^{2}} sobre o corpo dos números reais, onde cada vetor pode ser denotado por {\displaystyle \mathbf {x} =(x_{1},x_{2})}
. Eis alguns exemplos de funcionais:
- {\displaystyle l_{1}(\mathbf {x} )=x_{1}}
- {\displaystyle l_{2}(\mathbf {x} )=x_{2}}
- {\displaystyle l_{3}(\mathbf {x} )=\|\mathbf {x} \|={\sqrt {x_{1}^{2}+x_{2}^{2}}}}
- {\displaystyle l_{4}(\mathbf {x} )=\mathbf {x} \cdot \mathbf {y} =x_{1}y_{1}+x_{2}y_{2},~~\mathbf {y} =(y_{1},y_{2})} é um vetor dado.

## Classificação
- Um funcional é dito funcional linear se for linear, ou seja, se {\displaystyle \alpha } e {\displaystyle \beta } são escalares:
{\displaystyle l(\alpha x+\beta y)=\alpha l(x)+\beta l(y)}
- Um funcional em um espaço vetorial topológico é dito funcional contínuo se for contínuo.
- Um funcional em um espaço vetorial topológico é dito funcional limitado se sua imagem leva conjuntos limitados em conjuntos limitados.
- um funcional linear em um espaço vetorial topológico é contínuo se e somente se for limitado.